# Black Cat Squadron
Cet article possède un paronyme, voir Black Cat.
Le 35th Squadron surnommé le Black Cat Squadron est une escadrille spéciale taïwanaise de la force aérienne de la république de Chine fondée en 1961 et chargée d'effectuer des missions de reconnaissance au-dessus de la République populaire de Chine, et parfois en Corée du Nord. Utilisant l'avion Lockheed U-2, ses membres menèrent des incursions en territoire chinois de 1962 à 1974, date à laquelle l'unité fut officiellement dissoute à la suite d'une décision américaine lors de la visite de Richard Nixon en Chine en 1972.
Une autre unité, le Black Bat Squadron (en), employés des avions de patrouille maritime et des bombardiers modifiés pour ses missions entre 1953 et 1967.

## Missions

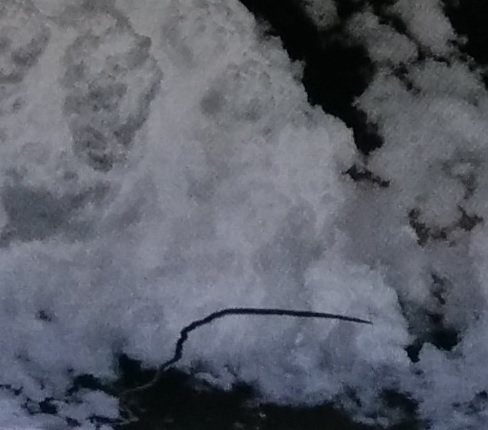
Un missile S-75 Dvina chinois s'approchant d'un U-2 taïwanais en 1966. Cet avion a réussi à éviter trois missiles avant de rentrer à sa base.

Les pilotes du Black Cat basé sur la Taoyuan Air Base dans le comté de Taoyuan au nord de Formose effectuèrent officiellement un total de 220 missions sur 12 ans, collectant des renseignements aussi bien pour Taïwan que pour les États-Unis, alors grand allié de l'île. La première mission constitua en un survol de la province du Fujian le 13 janvier 1962. Cette escadrille fantôme aurait notamment permis la confirmation du premier essai nucléaire chinois. Le 11 avril 1974, le pilote Mory Tsai accomplit la dernière mission opérationnelle d'un U-2 taïwanais, l'appareil étant par la suite retourné aux États-Unis et retiré du service.

## Pilotes
L'escadrille aura compté officiellement 28 pilotes dans ses rangs. Celui ayant accompli le plus grand nombre de missions est Chu Chien, avec 23 vols. À l'opposé, si Yaohua Chih fit partie de l'escadrille lors de l'année de sa création, il se tua en mars 1961 lors d'un entraînement sans avoir pu mener de mission. Aujourd'hui les pilotes se sont retrouvés à plusieurs reprises pour commémorer leurs états de service, notamment au cours de plusieurs dîners les ayant réunis.

## Pertes
La principale menace en vol pour les U-2 était les missiles sol-air S-75 Dvina (Code OTAN : SA-2 Guideline) mis en œuvre par l'armée populaire de libération. Ces missiles livrés par l'Union soviétique réussirent plusieurs coups au but. Le premier le 9 septembre 1962 contre l'avion de Huai Chen, qui décédera peu après de ses blessures. Le 1er novembre 1963 et encore le 7 juillet 1964, le missile russe abattit encore deux appareils taïwanais. Officiellement cinq appareils furent perdus en mission (et quatre pilotes tués), ce à quoi s'ajoutent six autres lors d'entraînement et un autre sur panne technique en opération sur les dix-neuf U-2C/F/G/R mis en œuvre en tout par l'escadrille.

## Sources
- (en) The Blackcat Squadron U-2 Opération, taiwanairpower.org.
- (en) The Brave in the Upper Air – Special Exhibition of Black Cat Squadron, musée des forces armées de Taïwan